# NASA Astronautengroep 10
The Maggots was de bijnaam van NASA's tiende astronautengroep, die in 1984 werd geselecteerd.
De groep bestond uit:
| Astronaut        | Aantal vluchten | Missies                                               | Status               |
| ---------------- | --------------- | ----------------------------------------------------- | -------------------- |
| James Adamson    | 2               | STS-28, STS-43                                        | Pensioen ??.08.1992  |
| Mark Brown       | 2               | STS-28, STS-48                                        | Pensioen ??.08.1992  |
| Kenneth Cameron  | 3               | STS-37, STS-56, STS-74                                | Pensioen 05.08.1996  |
| Sonny Carter     | 1               | STS-33                                                | Omgekomen 05.04.1991 |
| John Casper      | 4               | STS-36, STS-54, STS-62, STS-77                        | Pensioen ??.??.1997  |
| Frank Culbertson | 3               | STS-38, STS-51, STS-105/ISS-03/STS-108                | Pensioen 24.08.2002  |
| Sidney Gutierrez | 2               | STS-40, STS-59                                        | Pensioen 03.08.1994  |
| Blaine Hammond   | 2               | STS-39, STS-64                                        | Pensioen 23.02.1998  |
| Marsha Ivins     | 5               | STS-32, STS-46 , STS-62 , STS-81 , STS-98             | Pensioen 31.12.2010  |
| Mark Lee         | 4               | STS-30, STS-47 , STS-64 , STS-82                      | Pensioen 01.07.2001  |
| David Low        | 3               | STS-32, STS-43 , STS-57                               | Pensioen 20.02.1996  |
| Michael McCulley | 1               | STS-34                                                | Pensioen ??.10.1990  |
| William Shepherd | 4               | STS-27, STS-41 , STS-52, Sojoez TM-31 – STS-102/ISS-1 | Pensioen 14.08.2002  |
| Ellen Baker      | 3               | STS-34, STS-50 , STS-71                               | Pensioen ??.01.2012  |
| Kathryn Thornton | 4               | STS-33, STS-49 , STS-61, STS-73                       | Pensioen 01.08.1996  |
| Charles Veach    | 2               | STS-39, STS-52                                        | Overleden 03.10.1995 |
| James Wetherbee  | 6               | STS-32, STS-52 , STS-63, STS-86 , STS-102, STS-113    | Pensioen 03.01.2005  |